# Afeez Oyetoro
Afeez Oyetoro es un actor cómico nigeriano, conocido popularmente como "Saka".

## Biografía
Oyetoro nació el 20 de agosto de 1963 en el área de gobierno local de Iseyin del estado de Oyo al suroeste de Nigeria. Obtuvo una licenciatura y una maestría en arte teatral de la Universidad Obafemi Awolowo (OAU) y la Universidad de Ibadán (UI), respectivamente. Y,  posteriormente, se inscribió en la Universidad de Ibadán, para completar su doctorado.

## Carrera
Es conocido en Nollywood por sus personajes cómicos y ha participado en diversas películas nigerianas. Es profesor en el departamento de arte teatral de la Facultad de Educación Adeniran Ogunsanya, estado de Lagos, Nigeria. En 2016, participó en la película The Wedding Party y en la cinta de comedia, Ojukokoro (Codicia).

## Filmografía
- Taxi Driver: Oko Ashewo (2015)
- Ojukokoro (2016)
- The Wedding Party (2016)[11]
- The Wedding Party 2 (2017)[11]
- What Just Happened
- Small Chops (2020)
- Dear Affy (2020)
- Shadow Parties (2020)
- The Miracle Centre[12]
- Mimi (2021)

## Vida personal
Oyetoro está casado con Olaide Oyetoro. Tienen dos hijos; Abdullahi Oyetoro y Munim Oyetoro, y una hija, Rufiat Oyetoro.